# Cái chết của Diana, Vương phi xứ Wales
Đêm ngày 30, rạng sáng ngày 31 tháng 8 năm 1997, Diana, Vương phi xứ Wales đã chết do hậu quả của thương tích trong một vụ tai nạn xe hơi xảy ra dưới đường hầm cầu Alma ở Paris, Pháp. Bạn trai của cô, Dodi Fayed, và người lái chiếc xe gặp nạn Mercedes-Benz W140, Henri Paul, đã chết ngay tại hiện trường; vệ sĩ của Diana và Dodi, Trevor Rees-Jones, là người duy nhất sống sót. Mặc dù các phương tiện truyền thông đã cố gắng đổ lỗi cho các thợ săn ảnh, nhưng vụ tai nạn đã được kết luận là do những hành động liều lĩnh của tài xế, người đứng đầu đội an ninh tại Ritz và trước đó đã thúc giục các tay săn ảnh đứng chờ bên ngoài khách sạn. Một cuộc điều tra tư pháp tại Pháp kéo dài 18 tháng vào năm 1999 cho rằng vụ tai nạn là do Paul, người đã mất kiểm soát khi lái xe ở tốc độ cao trong tình trạng say rượu. Trạng thái lúc bấy giờ của ông có thể đã tệ hơn bởi sự hiện diện của một số loại thuốc chống trầm cảm và thuốc kháng thần trong cơ thể. Cuộc điều tra này cũng nêu rõ rằng các tay săn ảnh không ở gần chiếc Mercedes khi nó gặp nạn.
Kể từ tháng 2 năm 1998, cha của Dodi, Mohamed Al-Fayed (chủ sở hữu khách Ritz, nơi Henri Paul làm việc) đã tuyên bố rằng vụ tai nạn là kết quả của một âm mưu, ông cho rằng vụ tai nạn được dàn xếp bởi mật vụ tình báo dựa trên chỉ thị của Gia đình hoàng gia. Một cuộc điều tra của thẩm phán Scott Baker về cái chết của Diana và Dodi bắt đầu tại Toà án Tư pháp Hoàng gia, Luân Đôn, ngày 02 tháng 10 năm 2007, là sự tiếp nối của cuộc điều tra bắt đầu từ năm 2004. Ngày 07 tháng 4 năm 2008, bồi thẩm đoàn đã kết luận rằng Diana và Dodi là nạn nhân của một "giết người phi pháp" bởi "sự cẩu thả" của tài xế Henri Paul và sự điều khiển của các xe sau. Yếu tố khác là "sự suy yếu tinh thần của người lái xe của Mercedes bởi rượu" và "cái chết của nạn nhân xảy ra một phần bởi họ đã không thắt dây an toàn, thực tế là chiếc Mercedes đâm vào trụ cột trong đường hầm Alma, chứ không phải va chạm với cái gì khác".

## Tổng quan
Vương phi Diana đã thiệt mạng khi chiếc Mercedes chở bà đâm vào một cột bê tông trong đường hầm Alma ở Paris vào 23 giờ 14 phút ngày 30/8/1997. Chiếc xe chạy với tốc độ vượt quá 90 km/giờ. Vương phi Diana bị thương nặng và qua đời tại bệnh viện vào lúc 4 giờ sáng ngày 31/8/1997.
Tai nạn xảy ra khi tài xế Henri Paul đang chở Vương phi Diana cùng bạn trai bà là Dodi Al Fayed trốn khỏi các tay săn ảnh. Có 9 tay săn ảnh đã bị buộc tội ngộ sát khi bám theo chiếc xe chở bà, tuy nhiên bản án đã bị hủy bỏ năm 2002.
Ngày 02/10/2007, một cuộc điều tra lớn về cái chết của bà được mở ra. Sau 6 tháng với chi phí điều tra lên tới hơn 10 triệu bảng Anh, 11 thành viên ban hội thẩm đã đi tới kết luận cuối cùng.
Theo kết luận của ban hội thẩm, cái chết của Vương phi Diana và người tình được xem là hậu quả của sự bất cẩn từ phía tài xế Henri Paul (theo kết luận, Henri đã lái xe trong tình trạng say rượu), trong khi đó, cả Diana lẫn Dodi Al Fayed đều không thắt dây an toàn. Tai nạn xảy ra còn do sự rượt đuổi gắt gao từ các tay săn ảnh.
Kết luận trên bị nhiều người phản đối khiến cho ban hội thẩm phải mất 4 ngày tranh cãi về những ý kiến không đồng tình. Tuy nhiên, kết luận trên vẫn được giữ nguyên.

## Thuyết âm mưu
Mặc dù cuộc điều tra ban đầu của Pháp cho thấy rằng Diana đã chết do một vụ tai nạn, nhưng một số thuyết âm mưu đã được đưa ra. Kể từ tháng 2 năm 1998, cha của Fayed, Mohamed Al-Fayed, đã tuyên bố rằng vụ tai nạn là kết quả của một âm mưu, và sau đó cho rằng vụ tai nạn là do MI6 dàn dựng theo chỉ thị của Hoàng Gia Anh. Tuyên bố của ông đã bị bác bỏ bởi một cuộc điều tra tư pháp của Pháp và bởi Chiến dịch Paget. Vào ngày 7 tháng 4 năm 2008, cuộc điều tra của Pháp quan Baker về cái chết của Diana và Fayed kết thúc với bồi thẩm đoàn kết luận rằng họ là nạn nhân của một "vụ giết người trái pháp luật" bởi Henri Paul và các tài xế của những xe cộ đuổi theo sau. Các yếu tố bổ sung là "sự suy giảm khả năng phán đoán của tài xế điều khiển xe Mercedes khi uống rượu" và "cái chết của người quá cố [Diana] có nguyên nhân là do hoặc một phần là do việc người quá cố đã không thắt dây an toàn và do chiếc Mercedes đâm vào chiếc cột bên trong đường hầm Alma chứ không phải do va chạm với thứ gì khác".
Vào ngày 17 tháng 8 năm 2013, Scotland Yard tiết lộ rằng họ đang kiểm tra độ tin cậy của thông tin từ một nguồn cáo buộc rằng Diana đã bị sát hại bởi một thành viên của quân đội Anh.